# فرودگاه وارکائوس
فرودگاه وارکائوس (به انگلیسی: Varkaus Airport) (به زبان بومی: Varkauden lentoasema) یک فرودگاه همگانی مسافربری با کد یاتا VRK است که یک باند فرود آسفالت دارد و طول باند آن ۲۰۰۰ متر است. این فرودگاه در کشور فنلاند قرار دارد و در ارتفاع ۸۷ متری از سطح دریا واقع شده است.